# MKE Kırıkkalespor
El MKE Kırıkkalespor es un club de fútbol turco de la ciudad de Kırıkkale. Fue fundado en 1967 y juega en la división Amateur de Turquía.

## Torneos nacionales
- 1. Lig (1):1977-78
- 2. Lig (1): 2006-07
- 3. Lig (2): 1973-74, 1998-99
- Copa del Ministerio de Juventud y Deportes (1): 1978